# Österreichische Gesellschaft für Musik und Medizin
Die Österreichische Gesellschaft für Musik und Medizin (ÖGfMM) ist die österreichische Interessenvertretung der Fachbereiche Musikermedizin, Musikphysiologie, Musikpsychologie.

## Organisation
Der von österreichischen Mitgliedern der Deutschen Gesellschaft für Musikphysiologie und Musikermedizin gegründete Verband wurde 2009 gegründet. Die Gesellschaft hat ihren Sitz am Institut für Musik- und Bewegungspädagogik/Rhythmik sowie Musikphysiologie an der Universität für Musik und darstellende Kunst Wien.
Der Verein verfolgt ausschließlich und unmittelbar gemeinnützige Zwecke und arbeitet eng mit internationalen Fachgesellschaften auf dem Gebiet der Musikermedizin zusammen. Ehrenmitglieder sind Eckart Altenmüller und Erich Vanecek.
Die fachliche Zusammenarbeit erfolgt in 6 Arbeitsgruppen: „Musikermedizin“, „Musikpsychologie & Coaching“, „Musikphysiologie (Atem und Körperarbeit)“, „Hörgesundheit“, „Musikwirkung“ sowie „Wissenschaft und Forschung“.

## Ziele
Der Verein bezweckt die Förderung der Wissenschaft, Forschung, Lehre und Vernetzung im Kontext der interdisziplinären Interessensgebiete der Fachbereiche: Musik, Medizin, Physiologie und Psychologie unter besonderer Berücksichtigung der Hilfestellung für physische und psychische Erkrankungen von Musikern. Dies schließt die Verbesserung präventiver, diagnostischer und therapeutischer Maßnahmen mit ein. (Musikermedizin, Musikphysiologie, Musikpsychologie)
Betont wird hierbei die interdisziplinäre Zusammenarbeit derer, die an der Ausbildung und Berufsbegleitung von Musikern beteiligt sind, wie Instrumental- und Gesangspädagogen, Arbeitswissenschafter, Naturwissenschafter, Instrumentenhersteller, Ärzte, Zahnärzte, Physiotherapeuten und Logopäden, Sport- und Musikwissenschafter, Musikpsychologen, Coaches, Alexander-Lehrer, Feldenkrais-Pädagogen, Musiktherapeuten, Ergotherapeuten und Vermittler anderer ähnlicher Therapieformen.

## Publikationen
Seit 2010 werden „Newsletter“ und Tagungsberichte über die Website der Gesellschaft herausgegeben.